# 汪龍標
汪龍標，警務畢業，清朝政治人物。
宣統二年三月，接替賴豐熙。擔任江蘇宜興縣知縣。后由梁浚年接任。